# 古墓丽影系列作品列表
古墓丽影系列是以虚构的女性角色：英国考古学家劳拉·克罗夫特的冒险为中心展开的跨媒体作品。此系列包括动作冒险游戏、漫画、小说、主题公园游乐设施和电影。自从1996年首部作品《古墓丽影》发售后，该系列便产生了巨大的商业价值，主角劳拉也成为电子游戏产业中的标识性人物。2006年，《吉尼斯世界纪录大全》将劳拉作为「最成功的电子游戏女英雄」收录其中。系列的头六部游戏由Core Design开发，最新的四部则由晶体动力开发。此系列的游戏最初均由Eidos公司发行，2009年，Eidos被史克威尔艾尼克斯收购后，发行方也已变更为史克威尔艾尼克斯公司发行。史克威尔艾尼克斯现在拥有古墓丽影系列的商标和人物版权。至今，系列曾被改编为三部电影，分别为《古墓丽影》、《古墓丽影：生命的摇篮》和《古墓丽影：源起之战》，其中前两部的劳拉由美国女演员安吉丽娜·朱莉主演，第三部劳拉由艾丽西亚·维坎德饰演。
古墓丽影系列游戏的总销量已突破1亿套，是史上最畅销的电子游戏之一。

## 游戏

### 主系列
| 作品                                                                                             | |
| ------------------------------------------------------------------------------------------------ | --- |
| 古墓丽影首发日期： - 欧洲：1996年11月22日 - 北美：1996年11月15日                                 | 各平台发行年份： 1996 - 世嘉土星, MS-DOS, PlayStation 1998 - Windows(《古墓丽影黄金版》) 1999 - Mac OS(《古墓丽影黄金版》) 2002 - Pocket PC 2003 - N-Gage 2009 - PlayStation Network (PS3, PSP) 2013 - iOS 2015 - Android              |
| 古墓丽影首发日期： - 欧洲：1996年11月22日 - 北美：1996年11月15日                                 | 备注： - 资料片《古墓丽影：未竟的事业》 (北美地区名为 Shadow of the Cat （猫之影）) 于1998年发行在Windows平台，隔年发行于Mac OS平台。                                                                                                  |
| 古墓丽影II首发日期： - 欧洲：1997年11月19日 - 北美：1997年11月18日                               | 各平台发行年份： 1997 - PlayStation, Windows 1998 - Mac OS 2009 - PlayStation Network (PS3, PSP) 2014 - iOS 2015 - Android |
| 古墓丽影II首发日期： - 欧洲：1997年11月19日 - 北美：1997年11月18日                               | 备注： - 资料片 《古墓丽影II：黄金面具》 于1999年发行在Windows平台，隔年发行于Mac OS平台。 |
| 古墓丽影III：劳拉的冒险首发日期： - 欧洲：1998年12月 - 北美：1998年11月21日                      | 各平台发行年份： 1998 - PlayStation, Windows 1999 - Mac OS 2009 - PlayStation Network (PS3, PSP) |
| 古墓丽影III：劳拉的冒险首发日期： - 欧洲：1998年12月 - 北美：1998年11月21日                      | 备注： - 资料片 《古墓丽影III：失落的神器》 于2000年发行在Windows和Mac平台。 |
| 古墓丽影：最后的启示首发日期： - 欧洲：1999年11月 - 北美：1999年11月22日 - 日本：2000年7月19日   | 各平台发行年份： 1999 - PlayStation, Windows 2000 - Dreamcast, Mac OS 2009 - PlayStation Network (PS3, PSP) |
| 古墓丽影：最后的启示首发日期： - 欧洲：1999年11月 - 北美：1999年11月22日 - 日本：2000年7月19日   | 备注： - Eidos与伦敦泰晤士报合作开发的独立附加关卡 The Times 于2000年发布。 |
| 古墓丽影：历代记首发日期： - 北美：2000年11月                                                    | 各平台发行年份： 2000 - Dreamcast, Windows, PlayStation 2001 - Mac OS 2011 - PlayStation Network (PS3, PSP) |
| 古墓丽影：历代记首发日期： - 北美：2000年11月                                                    | 备注： - 2000年底, Eidos发布古墓丽影关卡编辑器。 |
| 古墓丽影：黑暗天使首发日期： - 北美：2003年6月20日                                               | 各平台发行年份： 2003 - PlayStation 2, Windows, Mac OS |
| 古墓丽影：黑暗天使首发日期： - 北美：2003年6月20日                                               | 备注： 其它版本： - 2006年以《古墓丽影：动作冒险》(Lara Croft Tomb Raider: The Action Adventure)为标题，发行了DVD互动光盘版本 - 官方制作的Flash版游戏，共十个关卡 - 桌面游戏版                                                         |
| 古墓奇兵：不死傳奇首发日期： - 欧洲：2006年4月7日 - 北美：2006年4月11日                          | 各平台发行年份： 2006 - PlayStation 2, Xbox, Xbox 360, Windows, PSP, GCN 2011 - PlayStation 3 (《古墓丽影三部曲》) |
| 古墓奇兵：不死傳奇首发日期： - 欧洲：2006年4月7日 - 北美：2006年4月11日                          | 备注： 系列重启之作。 其它版本: - 发布于Game Boy Advance平台的2D版本 - 发布于Nintendo DS平台的2.5D版本 - 发布于ExEn/Java平台的版本 |
| 古墓奇兵：重返禁地首发日期： - 欧洲：2007年6月1日 - 北美：2007年6月5日 - 日本：2008年3月27日     | 各平台发行年份： 2007 - PlayStation 2, PSP, Xbox 360, Windows, Wii 2008 - Mac OS X 2011 - PlayStation 3 (《古墓丽影三部曲》) |
| 古墓奇兵：重返禁地首发日期： - 欧洲：2007年6月1日 - 北美：2007年6月5日 - 日本：2008年3月27日     | 备注： - 为纪念系列十周年，对系列首作古墓丽影进行完全重制。 其它版本: - 发布于ExEn/Java平台的版本 |
| 古墓丽影：地下世界首发日期： - 北美：2008年11月18日 - 欧洲：2008年11月21日 - 澳洲：2008年12月5日 | 各平台发行年份： 2008 - PlayStation 3, Xbox 360, Windows, Wii 2009 - PlayStation 2, N-Gage 2.0 2012 - Mac OS X |
| 古墓丽影：地下世界首发日期： - 北美：2008年11月18日 - 欧洲：2008年11月21日 - 澳洲：2008年12月5日 | 备注： 追加下载关卡: - 灰烬之下(Beneath the Ashes) - 2009年2月24日发布于Xbox 360平台 - 劳拉之影(Lara's Shadow) - 2009年3月10日发布于Xbox 360平台 其它版本： - 发布于Nintendo DS平台的2.5D版本 - 发布于ExEn/Java平台的版本 - 桌面游戏版 |
| 古墓丽影首发日期： - 全球：2013年3月5日                                                          | 各平台发行年份： 2013 - PlayStation 3, Xbox 360, Windows 2014 - Mac OS X, PlayStation 4, Xbox One 2016 - Linux 2017 - Android (Nvidia Shield TV)                                                                                       |
| 古墓丽影首发日期： - 全球：2013年3月5日                                                          | 备注： 系列第二次重启之作 |
| 盜墓者羅拉：崛起首发日期： - 全球：2015年11月10日                                                | 各平台发行年份： 2015 - Xbox 360, Xbox One 2016 - PlayStation 4, Windows |
| 古墓丽影：暗影首发日期： - 全球：2018年9月14日                                                   | 各平台发行年份： 2018 - Xbox One, PlayStation 4, Windows |

### 劳拉·克罗夫特系列
| 作品 |                                                                           |
| --- | ------------------------------------------------------------------------- |
| 劳拉与光之守护者首发日期： - 北美：2010年8月18日 - 欧洲：2010年8月18日 - 日本：2010年9月18日 - 澳洲：2010年8月19日 | 各平台发行年份： 2010 - PC, PS4, Xbox 360, iOS, Android 2012 - BlackBerry |
| 劳拉和俄西里斯神庙首发日期： - 北美：2014年12月9日 - 欧洲：2014年12月9日 - 日本：2014年12月25日                    | 各平台发行年份： 2014 - PC, PS4, Xbox One                                 |

### 其它游戏
| 年              | 标题                                                              | 平台                                           |
| --------------- | ----------------------------------------------------------------- | ---------------------------------------------- |
| 1999年          | 古墓丽影：集换式卡牌游戏 (Tomb Raider: Collectible Card Game)     | 桌上游戏                                       |
| 2000年          | 古墓丽影 (Tomb Raider)                                            | Game Boy Color                                 |
| 2001年          | 古墓丽影：诅咒之剑 (Tomb Raider: Curse of the Sword)              | Game Boy Color                                 |
| 2002年          | 古墓丽影：预言 (Tomb Raider: The Prophecy)                        | Game Boy Advance                               |
| 2002年          | 古墓丽影：启示录 (Tomb Raider: Apocalypse)                        | 互动电视                                       |
| 2003年 - 2004年 | 古墓丽影：地獄書三部曲 (Tomb Raider: The Osiris Codex Trilogy)    | Java ME                                        |
| 2006年          | 古墓丽影：清算 (Tomb Raider: The Reckoning)                       | 互动电视                                       |
| 2006年          | 古墓丽影：动作冒险 (Lara Croft Tomb Raider: The Action Adventure) | DVD互动光盘                                    |
| 2006年          | 劳拉的扑克派对 (Lara Croft's Poker Party)                         | Java ME                                        |
| 2006年          | 古墓丽影：智力挑战 (Tomb Raider: Puzzle Paradox)                  | Java ME                                        |
| 2014年          | 劳拉：无尽映像 (Lara Croft: Reflections)                          | iOS                                            |
| 2015年          | 劳拉：遗迹逃亡 (Lara Croft: Relic Run)                            | iOS, Android, Windows Phone                    |
| 2015年          | 劳拉Go (Lara Croft Go)                                            | Microsoft Windows, iOS, Android, Windows Phone |
| 2023年          | 古墓奇兵：重裝上陣 (Tomb Raider Reloaded)                         | iOS, Android                                   |

### 合辑与复刻版
- 《古墓丽影三部曲》是一款游戏合集，它包括古墓丽影系列第二世代的三部作品：《古墓丽影：传奇》，《古墓丽影：十周年纪念版》和《古墓丽影：地下世界》。这款合集于2011年3月22日在北美发行，25日在欧洲发行。此合集为PS3平台独占，是PS高清重制系列企划的一部分。[9] 游戏由晶体动力制作，由Buzz Monkey Software进行PS3版移植。[10]3款游戏均收录在同一张蓝光光盘内，游戏光盘同时还收录了新的游戏奖杯，PlayStation Home的新皮肤、XMB的主题包、3部游戏的开发日志视频以及《劳拉与光之守护者》的预告片。[11][12]但《古墓丽影：地下世界》Xbox 360版的两章节DLC追加下载内容并未收录在此合集内，晶体动力方面表示，暂无将这两章内容PS3化的打算。

- 《古墓丽影：终极幸存者三部曲》包含了系列第三世代的三部作品《古墓丽影》、《盜墓者羅拉：崛起》、《古墓丽影：暗影》。于2021年3月18日在PlayStation 4，PlayStation 5，Xbox One以及Xbox Series X/S平台上发行。[13]

- 《古墓丽影I–III复刻版》是对《古墓丽影》、《古墓丽影II》、《古墓丽影III：劳拉的冒险》三部曲（含各部黄金版）的复刻，由擁抱者集團旗下的Aspyr开发并发行，于2024年2月14日发售。复刻版用新技术高质量图像还原了原游戏的所有内容，同时提供了《古墓丽影》第二系列的操作方式，且可让玩家随时在新旧图像、新旧操作方式间切换。此外复刻版新增了成就和奖杯系统，提供了对控制器的支持，图像质量最高可达4K/60帧[14][15][16]。

- 《古墓丽影IV–VI复刻版》是对《古墓丽影IV》、《古墓丽影V（英语：Tomb Raider Chronicles）》、《古墓丽影VI》三部曲的复刻，由擁抱者集團旗下的Aspyr开发并发行，于2025年2月14日同时在任天堂Switch，PS4，PS5，Windows，Xbox One及Xbox Series X/S平台发售。[17][18][19]

### 古墓丽影：关卡编辑器
2000年，随《古墓丽影：历代记》PC版赠送的关卡编辑器（Level Editor）实际上就是一块简化部分功能的前几代游戏引擎。该编辑器允许古墓丽影爱好者建造自己理想的游戏场景，包括房间，墙，柱子，楼梯，各种高度的平台，帖图，灯光，敌人，机关，陷阱等所有能在前几代游戏中见到的；随同编辑器提供了前几代游戏里的大量模型：例如植物，动物，敌人，神像，劳拉的各种装备等，此外，关卡编辑器还允许导入外部专业3D软件制作的模型。官方也提供了详细的关卡编辑器使用教程，大大方便了众多爱好者。
尽管官方发布的关卡编辑器功能已经很强大，但是仍有许多忠实的古墓丽影迷并不满足于此。在随后的几年，爱好者们在原关卡编辑器的基础上，制作出了很多新的辅助工具，比如TREP(Tomb Raider Engine Patcher)，TRNG(Tomb Raider Next Generation)。这些工具在很大程度上加强和扩展了原编辑器功能，通过它们，关卡制作者可以新建帖图文件，可以修改、创建、组合关卡里的动态对象或声音，包括修改劳拉相貌、发式、服装等。

## 电影

### 古墓丽影：黑曜石 (已取消拍攝)
在《源起之戰》上映之際，艾莉西亞·維坎德就表示過非常願意回歸拍攝續集，她說“如果觀眾想看的話，我很樂意回歸”。2019年4月，艾米·傑普宣佈開始撰寫續集劇本，艾莉西亞確認回歸。2019年9月，傑普的丈夫本·惠特利簽下續集導演合約，續集計劃2021年3月19日上映，他長期合作的攝影師勞裡·羅斯也將參與電影的拍攝工作。2021年1月，米莎·格林签约接替傑普和惠特利担任编剧和导演。剧本初稿于五月完成，暂定名为《古墓丽影：黑曜石》。2022年7月，由於米高梅對《古墓丽影》系列的电影改編授權過期，艾莉西亞·維坎德亦將不再扮演羅拉。

### 未定名亞馬遜米高梅工作室電影
2023年1月，米高梅姊妹公司亞馬遜米高梅工作室获得了一部新的《古墓丽影》电影的改編權，德米特里·M·约翰逊和他的公司 dj2娛樂参与制作。这部电影將與菲比·沃勒-布里奇版本的电视剧以及晶體動力旗下遊戲相互關聯並共享一個世界觀。

### 評價反響
| 片名                 | 上映日期      | 成本         | 票房         | 票房         | 票房         | 資料來源 |
| 片名                 | 上映日期      | 成本         | 北美地區     | 其它國家     | 全球票房     | 資料來源 |
| -------------------- | ------------- | ------------ | ------------ | ------------ | ------------ | -------- |
| 古墓丽影             | 2001年6月15日 | $115,000,000 | $131,168,070 | $143,535,270 | $274,703,340 | [ 29 ]   |
| 古墓丽影：生命的摇篮 | 2003年7月25日 | $95,000,000  | $65,660,196  | $90,845,192  | $156,505,388 | [ 30 ]   |
| 古墓丽影：源起之战   | 2018年3月16日 | $94,000,000  | $58,250,803  | $216,400,000 | $274,650,803 | [ 31 ]   |
| 合計                 | 合計          | $304,000,000 | $254,249,981 | $450,480,462 | $704,730,443 |          |

| 片名                 | 爛番茄          | Metacritic    | 影院评分 |
| -------------------- | --------------- | ------------- | -------- |
| 古墓丽影             | 20% (157條影評) | 33 (31條影評) | B        |
| 古墓丽影：生命的摇篮 | 25% (171條影評) | 43 (34條影評) | B-       |
| 古墓丽影：源起之战   | 51% (236條影評) | 48 (53條影評) | B        |

## 原声配乐
电影版的古墓丽影共发行了5张原声专辑。
而游戏原声迄今只有重启版的《古墓丽影》和續作《盜墓者羅拉：崛起》发行了商业版原声专辑，其它原声专辑均为游戏宣传赠品。
| 标题                                   | 作曲                          | 曲目数量 | 时长     | 发行信息                                                 | 年份        |
| -------------------------------------- | ----------------------------- | -------- | -------- | -------------------------------------------------------- | ----------- |
| 古墓丽影：Toutes Les Musiques          | Nathan McCree                 | 34       | 00:54:51 | CD，随法国杂志Total Play第14期附送。 内容包括1~3代的配乐 | 1999年      |
| 古墓丽影：黑暗天使 (收藏版) 原声带     | Peter Connelly, Martin Iveson | 8        | 00:18:48 | DVD/CD，随《黑暗天使》（收藏版）赠送                     | 2002/2003年 |
| 古墓丽影：十周年纪念版 (收藏版) 原声带 | Troels Brun Folmann           | 13       | 01:03:17 | DVD/CD，随《十周年纪念版》（收藏版）赠送                 | 2007年      |
| 古墓丽影：地下世界 (限量版) 原声带     | Colin O'Malley                | 10       | 00:23:48 | DVD，随《地下世界》（限量版）赠送                        | 2008年      |